# 克利爾克里克 (加利福尼亞州拉森縣)
克利爾克里克（英語：Clear Creek）是位於美國加利福尼亞州拉森縣的一個人口普查指定地區。

## 地理
克利爾克里克的座標為40°17′53″N 121°02′55″W / 40.29806°N 121.04861°W，而該地最高點為海拔高度1515米（即4970英尺）。

## 人口
根據2010年美國人口普查的數據，克利爾克里克的面積為2.949平方千米，當中陸地面積為2.934平方千米，而水域面積為0.015平方千米。當地共有人口169人，而人口密度為每平方千米57人。